# Arvicola amphibius
Arvicola terrestris · Rat taupier, Campagnol terrestre, Grand campagnol
«  Rat-taupier » redirige ici. Pour les autres significations, voir Rat et Taupier.
Espèce
Synonymes
- Arvicola terrestris (Linnaeus, 1758) (préféré par ITIS)

Statut de conservation UICN

 LC  : Préoccupation mineure
Le Grand campagnol, Campagnol terrestre forme fouisseuse ou encore Rat taupier (Arvicola amphibius), est une espèce de petits mammifères rongeurs de la famille des Cricétidés qui, parmi les campagnols, est une des espèces les plus grandes (jusqu'à 300 g).
Ce campagnol est très commun en Europe et en Asie en zone de prairie de moyenne montagne où il se signale par les dégâts qu'il cause dans les herbages. Il y creuse des galeries et ronge les racines des végétaux.
Par suite de la régression de leurs prédateurs et en raison de modifications du paysage induit par des changements de pratiques agricoles, ces campagnols pullulent dans certaines régions où leur prolifération doit être contrôlée. Inversement, certaines populations sont menacées d'extinction, notamment dans les Îles Britanniques où ils sont désormais protégés.
Son nom scientifique a évolué du fait des doutes sur la distinction traditionnellement faite entre les populations de Campagnol terrestre forme fouisseuse (Arvicola scherman) et Campagnol terrestre forme aquatique (Arvicola terrestris) qui semblent conspécifiques d'après la plupart des chercheurs.
Cela peut engendrer des confusions avec une autre espèce du même genre, le Campagnol amphibie (Arvicola sapidus).

## Dénominations
En français, il est appelé Rat taupier,, Rat d'eau
, Campagnol terrestre,, Arvicola terrestre,, Grand campagnol,, Campagnol nageur ou plus familièrement « quatre dents ».
L'un des noms vernaculaires actuels d’Arvicola amphibius correspond à son appellation anglophone water rat ou water vole (European water vole), c'est-à-dire rat ou campagnol d'eau.

## Description
Le corps est ramassé, plutôt rond. Les oreilles sont fines, la queue relativement courte et le museau est arrondi.
Son poids est généralement compris entre 100 et 300 g. Il mesure entre 15 et 25 cm de long, dont 6 à 7 cm de queue. Il possède un pelage brun roux ou clair, foncé dessus, et gris-beige, plus ou moins foncé, dessous. Il possède 4 doigts et 5 orteils.
Autrefois très commun dans toute l'Europe jusqu'à la Sibérie, le campagnol terrestre est présent en France surtout dans l'Est et le Nord du pays, notamment dans les massifs montagneux (Alpes, Jura, Massif central) où on le trouve jusqu'à 2 000 m d'altitude.

## Biologie

### Habitat

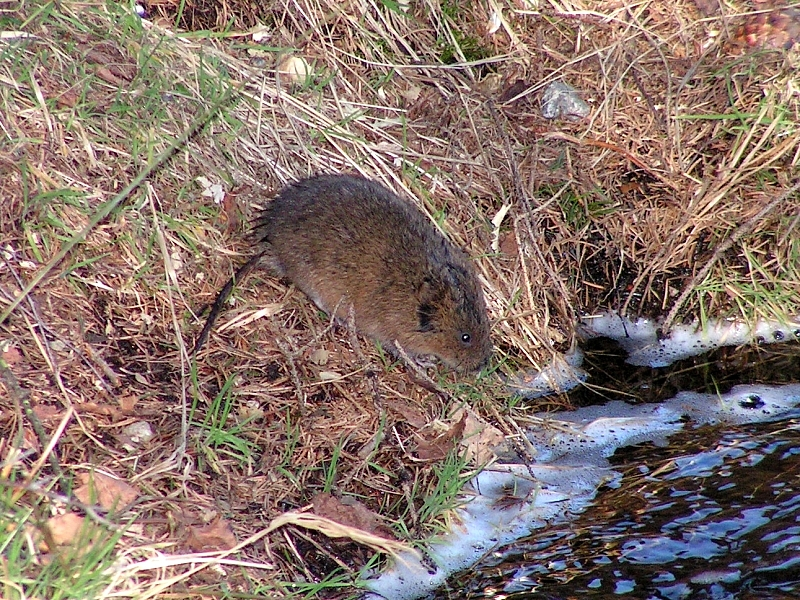
Rat taupier au bord d'un cours d'eau en Allemagne.

Le campagnol terrestre vit sous terre dans les prairies, mais aussi dans les jardins ou les vergers quand il y trouve une nourriture facilement accessible et appétissante (fruits en particulier).
Dans un premier temps ils colonisent les réseaux de taupes. Les terriers sont creusés profondément et suivent plusieurs niveaux. Il est possible de distinguer un niveau de galerie superficiel à moins de 20 cm de profondeur, un autre plus court peut descendre de 40 cm jusqu'à 1 m, il contient les nids, favorables pour passer la mauvaise saison et la reproduction. Son réseau peut atteindre 60 mètres. Avec ses griffes et si nécessaire à l'aide de ses incisives, il creuse des galeries dans le sol, repoussant la terre derrière lui avec les pattes, puis avec la tête, formant des monticules de surface évoquant les taupinières. Les tas provoqués par les campagnols terrestres sont plus éparpillés, et le grain de la terre plus fin. Contrairement à celui des taupes, le réseau de galeries du campagnol terrestre n'est pas rectiligne mais anarchique.
L'espèce passe presque tout son temps dans ses terriers, mais une étude basée sur la pose de pièges en surface a montré dans les années 1990 que les juvéniles quittent le terrier et se dispersent en masse au-dessus du sol ; ces mouvements de dispersion ayant principalement lieu durant des nuits pluvieuses.

### Alimentation

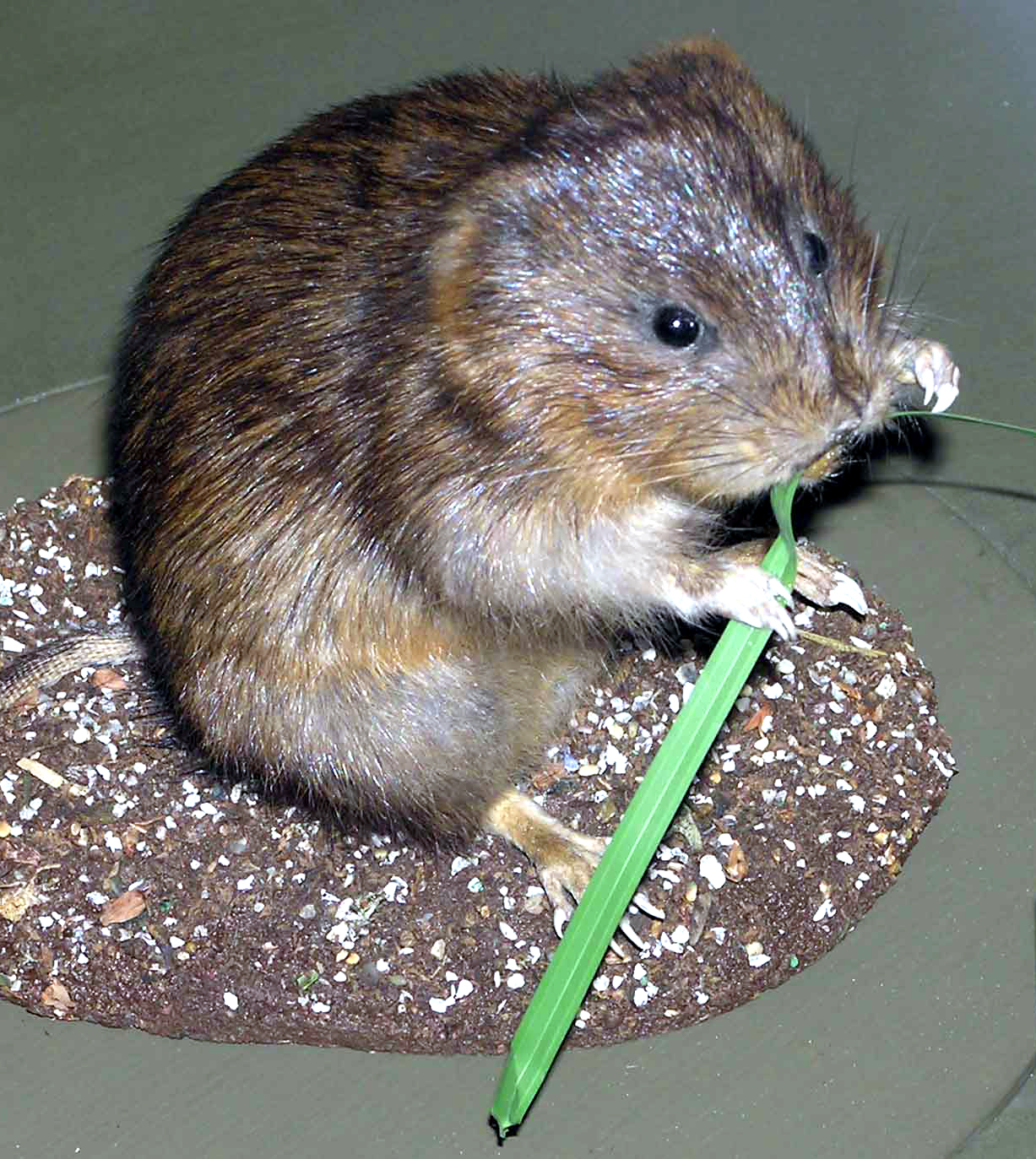
Rat taupier naturalisé.

Son régime est végétarien ; il se nourrit principalement des parties souterraines des plantes, racines, bulbes, tubercules, et n'hésite pas à s'attaquer aux grosses racines des arbres, qu'il ronge progressivement leur donnant une forme caractéristique en poignard. Ces dégâts sont insidieux car le dépérissement des arbres est progressif et, souvent, quand il devient apparent, il est trop tard pour les sauver.
Il peut causer des dégâts dans certaines cultures et les vergers.

### Reproduction
Le Campagnol terrestre vit en couple. Sa durée de vie varie de 6 à 8 mois.
La reproduction donne lieu à plusieurs portées de deux à huit petits. Une femelle peut avoir jusqu'à six portées par an (stratégie r) conduisant − en l'absence de prédateurs − à d'importantes pullulations.
La gestation dure trois semaines.
Les jeunes : ils sont émancipés vers quatre semaines et atteignent leur maturité sexuelle vers deux mois. Dans un milieu riche en prédateurs, la plupart des petits sont mangés dans les premiers mois de leur vie.

### Prédation
Ses prédateurs naturels sont le loup, le lynx, la belette, l'hermine, le putois, le renard ainsi que les rapaces.
Chiens et chats peuvent aussi le chasser (et alors devenir vecteurs potentiels de certaines zoonoses pour l'Homme, dont l'échinococcose). Le vison d'Amérique introduit en Europe au XXe siècle semble un prédateur très efficace, au point d'être − au moins dans le Parc national des North York Moors, au Royaume-Uni − considéré comme responsable de la quasi-disparition du campagnol.

### Aspect sanitaire
Comme tous les rongeurs, il peut véhiculer de nombreuses maladies susceptibles de toucher l'homme : parasitaires (trichinose, échinococcose alvéolaire - maladie grave pour l’homme), bactériennes (tularémie, peste, listériose) ou virales (rage)

## Classification
Cette espèce a été décrite pour la première fois en 1758 par le naturaliste suédois Carl von Linné (1707-1778).
Arvicola terrestris est au XVIIIe siècle considéré comme étant l'unique espèce vivante du genre Arvicola, mais des recherches réalisées par la suite ont amené les auteurs à distinguer d'autres espèces, jusqu'à sept espèces différentes, parmi les individus de ce genre. Après 1900 les études tendent à démontrer que le nom valide de l'espèce serait plutôt Arvicola amphibius, ce qui correspond mieux à son mode de vie semi aquatique, mais sans prendre en compte des différentes formes observées dans les îles Britanniques, en Italie, Espagne, etc.

## Contrôle des populations

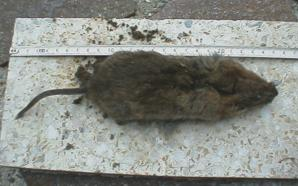
Rat taupier capturé en Autriche.

Le campagnol terrestre n'est pas apprécié dans les campagnes à cause de son impact négatif sur les récoltes et les berges des cours d'eau qu'il abîme en creusant des tunnels et en dévorant les racines. Ces rongeurs sont aussi des vecteurs potentiels de zoonoses comme la tularémie, une maladie infectieuse. Les hommes lui font donc de tout temps la chasse par tous les moyens. Toutefois cette extermination systématique non concertée a conduit à sa raréfaction inquiétante dans certaines aires de son habitat naturel, tout comme dans le cas du Hamster d'Europe. Dans les îles Britanniques, par exemple, l'animal fait l'objet de mesures de conservation, en particulier depuis l'introduction du Vison d'Amérique (Mustela vison) qui met l'espèce en danger sur ces îles.
En France, une mission a produit un rapport rendu en décembre 2010 portant sur les moyens de lutte à préconiser ou à rechercher et proposant des pistes de compensation financières en cas de gros dégâts. La mission a insisté sur la nécessité d'une lutte prudente et « raisonnée », coordonnée, collective, précoce et combinant différents moyens, et basée sur une surveillance intégrée dans le réseau d'épidémiosurveillance accompagnant le plan Écophyto 2018 du Grenelle de l'environnement. Un Bulletin de santé du végétal (BSV) spécifique aux problèmes de pullulation est éditée dans certaines régions touchées. Le Fonds national de gestion des risques en agriculture (FNGRA) ne peut pas rembourser les dégâts dus aux campagnols, mais -si les dégâts ont un caractère exceptionnel démontré par les autorités françaises-la Commission européenne n'exclut pas l'usage de fonds de mutualisation (nouveau dispositif issu du bilan de santé de la politique agricole commune) en cours de définition début 2011.
Il a été récemment proposé d'utiliser des drones à caméra multispectrale (couplés à un technicien expérimenté de terrain) pour mieux recenser l'animal (un travail fastidieux) et évaluer la démographie de cet animal.
Il a été proposé, en 1925, d'utiliser des virus pour le combattre, mais la pandémie de myxomatose chez le lapin a montré que ce mode de lutte est à moyen et long terme peu fiable et dangereux.

### Méthodes préventives
Des bonnes pratiques d'hygiène contribueront à éloigner les campagnols et d'autres rongeurs : l'élimination de sources de nourriture telles que légumes, fruits ou semences laissés dans le jardin en fin de la saison. Le fauchage des herbes hautes permet aux prédateurs du campagnol de mieux le repérer.

#### Utilisation de prédateurs naturels
La protection de ses prédateurs, mammifères carnivores et rapaces (busard cendré et busard Saint-Martin en particulier) permet d'en mieux contrôler les populations. Ces rapaces se nourrissent des rongeurs habitant dans les prairies et cultures, mais ils ont été dans certaines régions massivement tués par les appâts empoisonnés utilisés pour la lutte contre les rongeurs.
La destruction volontaire de plusieurs milliers de renards tous les ans dans nombre de départements français (où des arrêtés préfectoraux déclarent encore le renard nuisible) favorise la prolifération de ses proies régulières, les rongeurs. On estime en effet qu'entre 6 000 et 10 000 rongeurs sont consommés annuellement par le renard.
On peut toutefois attirer les prédateurs, en leur fournissant des abris appropriés : nichoirs pour les rapaces diurnes et nocturnes qui font une grande consommation de campagnols. Il en va de même pour les renards, les belettes, les hermines en restaurant des tas de pierre ou de bois mort creux ; ces petits mustélidés n'hésitent pas à pourchasser les campagnols jusque dans leurs galeries. Les chats (pour ceux qui sont "chasseurs"), sont également de bons prédateurs de ce rongeur.

#### Méthodes répulsives
Les plantations de jeunes arbres peut être protégées par un grillage.
Les jardins cernés de gravier ou de cendres en couche épaisse indisposeraient ce rongeur qui ne s'aventurerait alors pas à creuser des galeries dans ces matériaux[réf. souhaitée].
Des répulsifs naturels peuvent aussi être disposés dans les galeries :
- tourteau de ricin
- sureau sous forme de purin épandu
- haies aux racines serrées
- copeaux de thuya
- ail
- déchets de poisson
- enterrer à moitié des bouteilles coupées en deux (le vent produit un sifflement qui dérange les campagnols), placer des appareils émettant des ultrasons à intervalles réguliers, commercialisés comme susceptibles de les faire fuir[réf. souhaitée] à utiliser ponctuellement car il y a un phénomène d'accoutumance chez le campagnol en Auvergne et en Suisse
- détourner les campagnols en mettant une feuille de plastique plantée verticalement 10 cm en dessous et au-dessus de la terre (?)

### Méthodes curatives

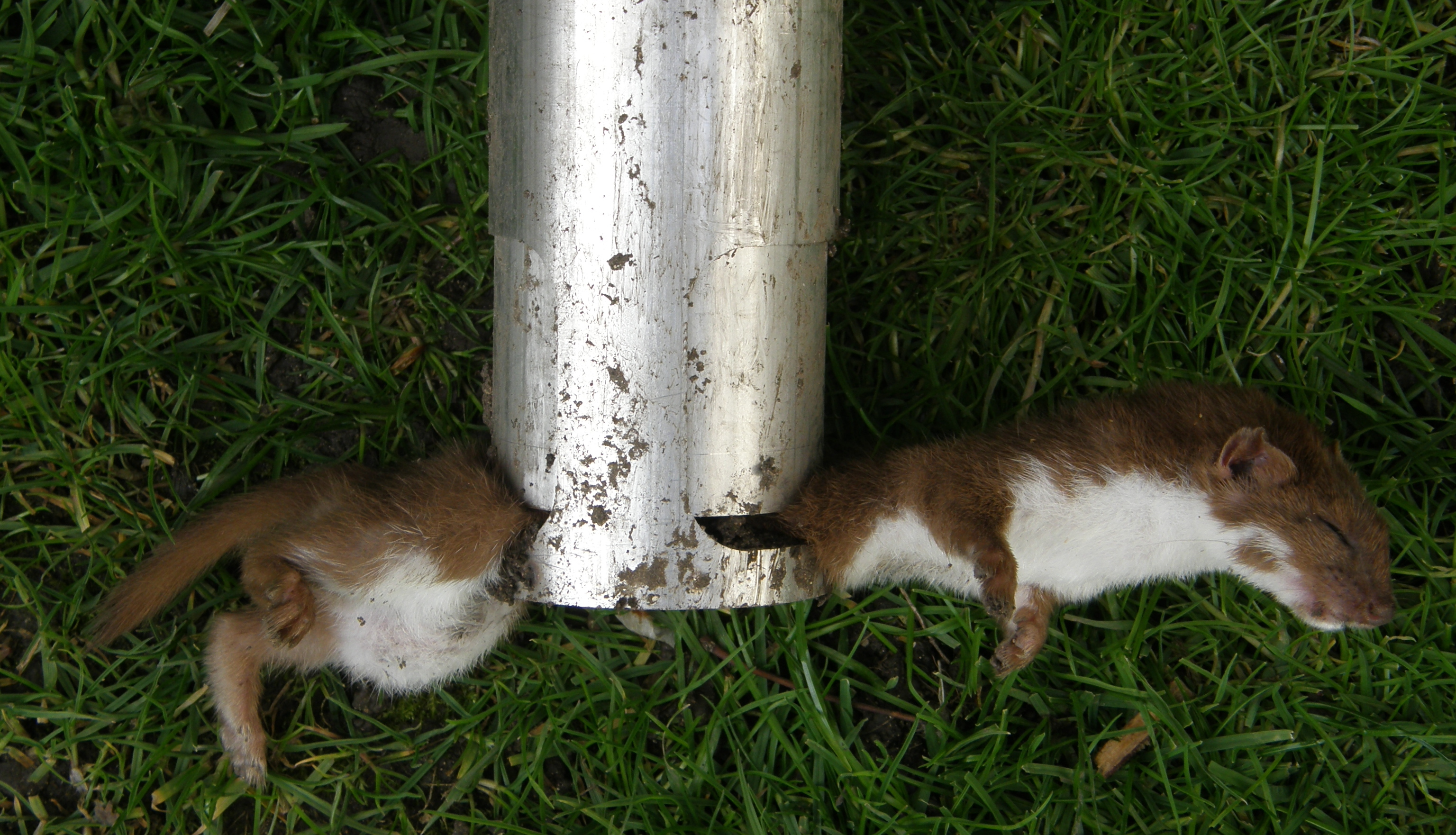
Effets pervers du piégeage : Belette (Mustela nivalis) tuée par accident par un piège à campagnols de type « à guillotine ».

En zone de pullulation des campagnols le labour affaiblit les populations en les tuant ou en détruisant leurs galeries[réf. nécessaire].
Le piégeage (seule méthode autorisée sans réglementation spécifique) à l'aide de piège-pince, de piège à boucle et de piège « guillotine », certains utilisent des pièges à bascule qui permettent de piéger plusieurs campagnols à la suite. Le piège le plus couramment utilisé étant le piège-pince, à placer sur le trajet des galeries en laissant une ouverture à l'arrière du piège, le campagnol curieux de nature sera ainsi piégé. Faire le tour des pièges tous les quarts d'heure et réarmer le piège car ils vivent à plusieurs dans leur galeries. L'empoisonnement par des anticoagulants (bromadiolone) a le défaut d'affecter aussi les prédateurs du campagnol, dont certains sont des espèces protégées. Son usage est strictement réglementé car cette substance est mélangée à du blé ou des carottes dont les sangliers raffolent ; de plus les campagnols empoisonnés peuvent venir mourir en surface et ainsi être la proie des rapaces et autres prédateurs et les empoisonner à leur tour. C'est pourquoi les parcelles traitées ne doivent pas être trop infestées de campagnols et doivent être suivies régulièrement afin de ramasser les campagnols morts et moribonds. Le gazage à l'hydrogène phosphoré (ou phosphine) là où et quand ce produit est autorisé. En France le gazage est interdit pour les campagnols mais autorisé pour les taupes sous condition d'agrément et encadré juridiquement.

## Protection de l'espèce
La protection de cette espèce passe comme pour toutes les espèces par la protection de son environnement.
Il faut recréer et/ou entretenir un paysage de bocage avec de petites haies autour des parcelles afin de retrouver un équilibre entre prédateurs et proies. Ainsi les prédateurs spécifiques du campagnol, comme la belette, trouveront eux aussi un abri et des lieux de reproduction, étant protégés des prédateurs généralistes (chat, renard...). Cette action permet de ne pas traiter en masse et donc une limitation naturelle de la population de campagnols. Des essais sont en cours vers Clermont-Ferrand dans le Puy-de-Dôme avec le concours de l'ENITA.

#### Bases de référence
- (en) Mammal Species of the World (3e  éd., 2005) :  Arvicola amphibius   Linnaeus, 1758 (consulté le 8 septembre 2013)
- (en) Animal Diversity Web : Arvicola amphibius (consulté le 8 septembre 2013)
- (en) Catalogue of Life : Arvicola amphibius (Linnaeus, 1758) (consulté le 25 mars 2022)
- (fr + en) ITIS : Arvicola amphibius (Linnaeus, 1758) (consulté le 25 mars 2022)
- (en) NCBI : Arvicola amphibius (taxons inclus) (consulté le 8 septembre 2013)
- (en) Paleobiology Database : Arvicola amphibius Linnaeus 1758 (consulté le 8 septembre 2013)
- (en) UICN : espèce Arvicola amphibius (consulté le 8 septembre 2013)

#### Autres sites
- Les Campagnols en Normandie (1927) par Georges Dubosc (1854-1927).
- Description et indices de présence : Zoonoses, les hôtes intermédiaires : Le campagnol terrestre
- Lutter contre la prolifération des campagnols (INRA - 2019)